# Seleka (ort i Botswana)
Seleka är en ort i Botswana.   Den ligger i distriktet Central, i den östra delen av landet, 260 km nordost om huvudstaden Gaborone. Seleka ligger 896 meter över havet och antalet invånare är 1 157.
Terrängen runt Seleka är lite kuperad. Runt Seleka är det mycket glesbefolkat, med 6 invånare per kvadratkilometer.. Närmaste större samhälle är Ramokgonami, 10,9 km väster om Seleka.
Omgivningarna runt Seleka är huvudsakligen savann.